# Клопузово
Клопузово — деревня в Череповецком районе Вологодской области.
Входит в состав Коротовского сельского поселения, с точки зрения административно-территориального деления — в Коротовский сельсовет.
Расстояние до районного центра Череповца по автодороге — 71 км, до центра муниципального образования Коротово по прямой — 3 км. Ближайшие населённые пункты — Коротово, Сосновка, Анфалово.
По переписи 2002 года население — 23 человека (9 мужчин, 14 женщин). Всё население — русские.